# Wicked Lester
Wicked Lester byla americká rock-and-rollová kapela se sídlem v New Yorku, kterou založili Paul Stanley, Gene Simmons, Brooke Ostrander, Tony Zarrella a Steve Coronel. Kapela vznikla počátkem roku 1970, ale nedosáhla výrazného úspěchu a na podzim roku 1972 zanikla. Dva z jejích členů byli zakladateli rockové skupiny Kiss.

## Vznik a zánik
Jejich první vystoupení bylo v květnu roku 1971 v Richmond College na Staten Islandu pod jménem Rainbow. Na tomto vystoupení přišlo asi 10 lidí, přestože do sálu by se vešlo přes 500 lidí. Pod názvem Wicked Lester vystoupila skupina dvakrát v roce 1971.
Na podzim roku 1971 kapela natočila album Wicked Lester. Album obsahovalo skladby, které se později objevily na albu Dressed To Kill kapely Kiss. Album ale nebylo nikdy oficiálně vydáno celé (tři skladby se objevily na desce Box Set, kterou vydala kapela Kiss roku 2001).
Na podzim roku 1972 byla zkušebna skupiny vykradena, kapela nemohla dál zkoušet a ještě téhož roku se rozhodla, že ukončí svou činnost. Paul Stanley a Gene Simmons založili v lednu 1973 kapelu Kiss.

## Sestava kapely
- Paul Stanley – doprovodná kytara a vokály
- Gene Simmons – basová kytara a vokály
- Brooke Ostrander – klávesy
- Tony Zarrella – bicí
- Steve Coronel – sólová kytara